# John Stagliano
 John Stagliano (nacido el 29 de noviembre de 1951 en Chicago, Illinois, Estados Unidos) también conocido como Buttman (literalmente el hombre de los culos) es un director, actor y productor de películas pornográficas estadounidense, fundador y propietario de la productora Evil Angel.
Es mundialmente conocido como el creador del género gonzo.
Con el nombre de John Buttman Stagliano (John Stagliano es su nombre verdadero), logró convertirse uno de los directores más aclamados de la industria de la pornografía dura. Fundó su propia productora y distribuidora llamada Evil Angel con la que alcanzó un inmenso éxito y que dirige junto a su mujer, la ya retirada actriz porno Tricia Devereaux. Hoy en día Evil Angel es una de las productoras con más éxito en Estados Unidos y en el mundo entero, notablemente la que más premios recibe y para la que trabajan algunos de los mejores actores porno del mundo como Belladonna, Nacho Vidal, Rocco Siffredi, Joey Silvera, Erik Everhard o Harmony, entre muchos otros además de John Stagliano -él mismo- y antiguamente el que muchos consideran el mejor director porno del planeta, Jules Jordan, hasta que éste se independizó y creó su propia productora.
John Stagliano es famoso por su fetiche por los traseros redondos y respingones y las escenas de tipo anal. En sus primeras películas, John Stagliano contó con el actor Rocco Siffredi en diversas ocasiones, siendo la película más notable dirigida por John Stagliano en la que Rocco aparece la obra maestra llamada The Fashionistas, con gran orientación al bondage y fetichismo, protagonizada por Rocco y la super estrella del porno Belladonna. 
- Datos: Q1273684
- Multimedia: John Stagliano / Q1273684